# Daskylos (Vater des Gyges)
Daskylos (altgriechisch Δάσκυλος), wahrscheinlich aus Xanthos, ist der Vater des Mermnaden Gyges, des Königs von Lydien. 